# Cine-Teatro Messias
O Cine-Teatro Messias é um cinema e teatro localizado na Cidade da Mealhada, distrito de Aveiro, Portugal, situado junto da Estrada Nacional 1 ao pé da rotunda do cruzamento para a Póvoa da Mealhada e para a estação de caminho de ferro.
É um edifício com um traçado típico do Estado Novo, de cores amarelo e branca em que se destaca uma torre que sobressai no enquadramento do edifício.
É um dos dois edifícios do concelho com ente tipo de arquitectura, sendo o outro o Grande Hotel do Luso na vila termal do Luso.

## História

### O Antes
Casa de espectáculos de renome no concelho da Mealhada, este equipamento cultural apareceu devido ao declínio do velho “Theatro Mealhadense”, edifício junto da antiga passagem de nível nas traseiras da câmara municipal, apresentava em 1943. 
O industrial Messias Baptista, vendo que a comissão do velho teatro não se entendia, decidiu construir um novo edifício junto à nova variante da estrada nacional (que foi desviada do centro da Mealhada na década de 1940) que atravessava propriedade sua. O novo edifício viria a ser projectado pelo então grande arquitecto do Estado Novo, Raul Rodrigues Lima, que também projectou o cinema Cinearte, em Lisboa, o Cinema Monumental, também em Lisboa e o Cine-Teatro Covilhanense, os quais se parecem o Cine-Teatro Messias.

### Inauguração e Primeiros Anos

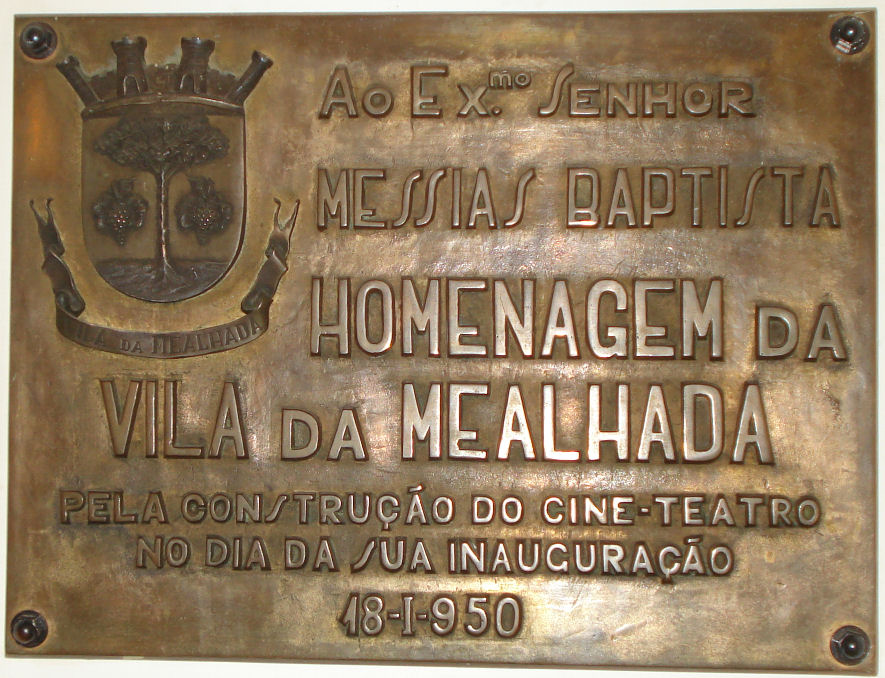
Placa Inaugural.

A obra foi inaugurada a 18 de Janeiro de 1950, com o nome de Cine-Teatro de Mealhada e contou com a presença de altos representantes da região destacando o então substituto do governador civil de Aveiro, Fernando Marques. O nome que ficou na memória, Cine-Teatro Messias, em honra do seu fundador, foi também devido ao néon que a pala continha com a palavra “MESSIAS”. O edifício original, constituído por três andares, um técnico e dói públicos, tinha uma separação entre ricos e pobres, cunho pessoal do arquitecto, daí a plateia e o balcão, numa lotação total de 600 lugares, duas bilheteiras e dois bares distintos, mas esta separação nunca resultou pois a povoação era pequena e todos se conheciam e se davam bem indiferentes ao seu estatuto social. A sala de projecções era conhecida por ser fria e por as cadeiras de madeira serem muito desconfortáveis, também era construída em parede dupla para melhor insonorização. De cada vez que havia espectáculo, fosse de cinema ou de teatro, o corpo de bombeiros voluntários ficava de sentinela para a protecção das gentes e do edifício. A primeira peça em cena foi Quem manda são elas com a participação no elenco de Vasco Santana, Maria Matos, António Silva, Irene Isidro e Henrique Santana.
Nas quatro décadas seguintes esta sala de espectáculos foi pisada por várias companhias, fizeram-se revistas, bailes de carnaval no salão nobre, festas de angariação de fundos, festas de natal, entre outras, mas o tempo não perdoa e aos poucos o edifício foi-se degradando até chegar ao ponto de uma vistoria a 11 de Abril de 1990 ditar o seu encerramento por falta de segurança. Não dando rentabilidade, os herdeiros de Messias Baptista decidiram manter assim a casa de espectáculos	.

### Década Perdida

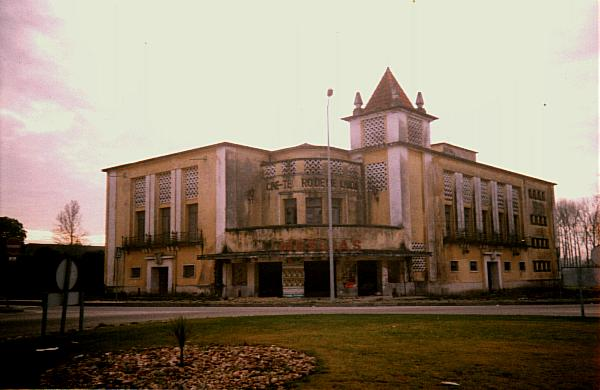
Cine-Teatro Messias em 2000.

Mutilada novamente numa das suas valências a Mealhada voltou a não ter um local de cariz puramente cultural. O Velho edifício do “Theatro Mealhadense” tinha-se tornado um armazém e o Cine-Teatro Messias seguiu-lhe as passadas, ficando o armazém das caixas de vinho e espumante das vizinhas Caves Messias, durante toda a década de 1990.
Durante esta década o Município encetou negociações com a Sociedade Agrícola e Comercial dos Vinhos Messias, herdeira de Messias Baptista e proprietária do edifício e espaços envolventes, para decidir o futuro de tão estimado equipamento pelo povo mealhadense. Após vários anos de negociações a 25de Novembro de 1998 é anunciado o acordo de viabilização do imóvel entre a autarquia e a entidade proprietária. Foram definidos há altura duzentos mil contos para a sua recuperação com um aluguer cedido à autarquia de 50 anos em que nos primeiros 25 não teria renda e nos seguintes seria estipulada segundo parâmetros definidos no contrato. Também ficou definido que a traça da fachada seria mantida exactamente como estava, o nome seria mantido e que a finalidade também.
Com o visto do tribunal de contas e adjudicação da obra em Agosto de 2000 por 360 mil contos, 75% financiados pelo Fundo Europeu de Desenvolvimento Regional, o edifício entrou em obras cerca de um mês depois e totalmente revisto e reestruturado para o novo milénio.

### Reinauguração

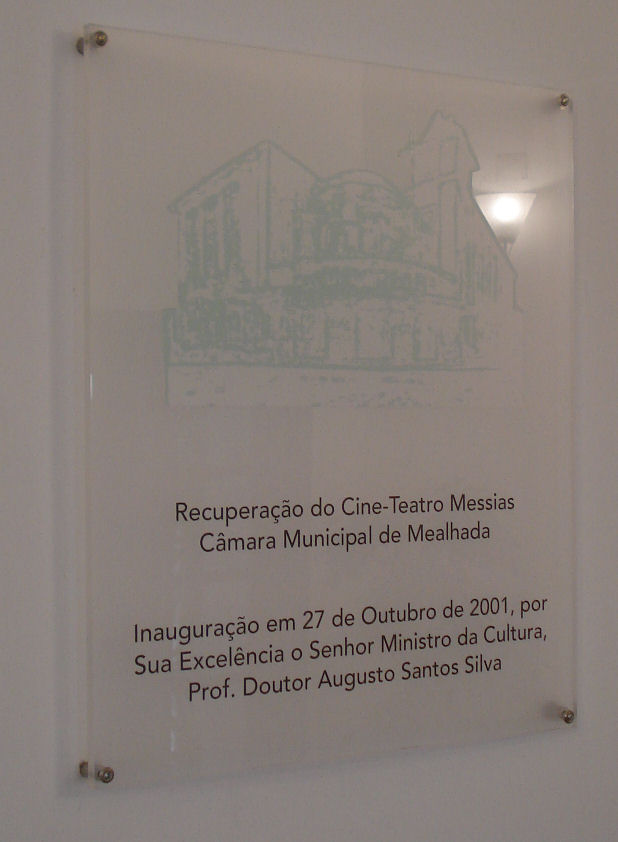
Placa reinaugural.

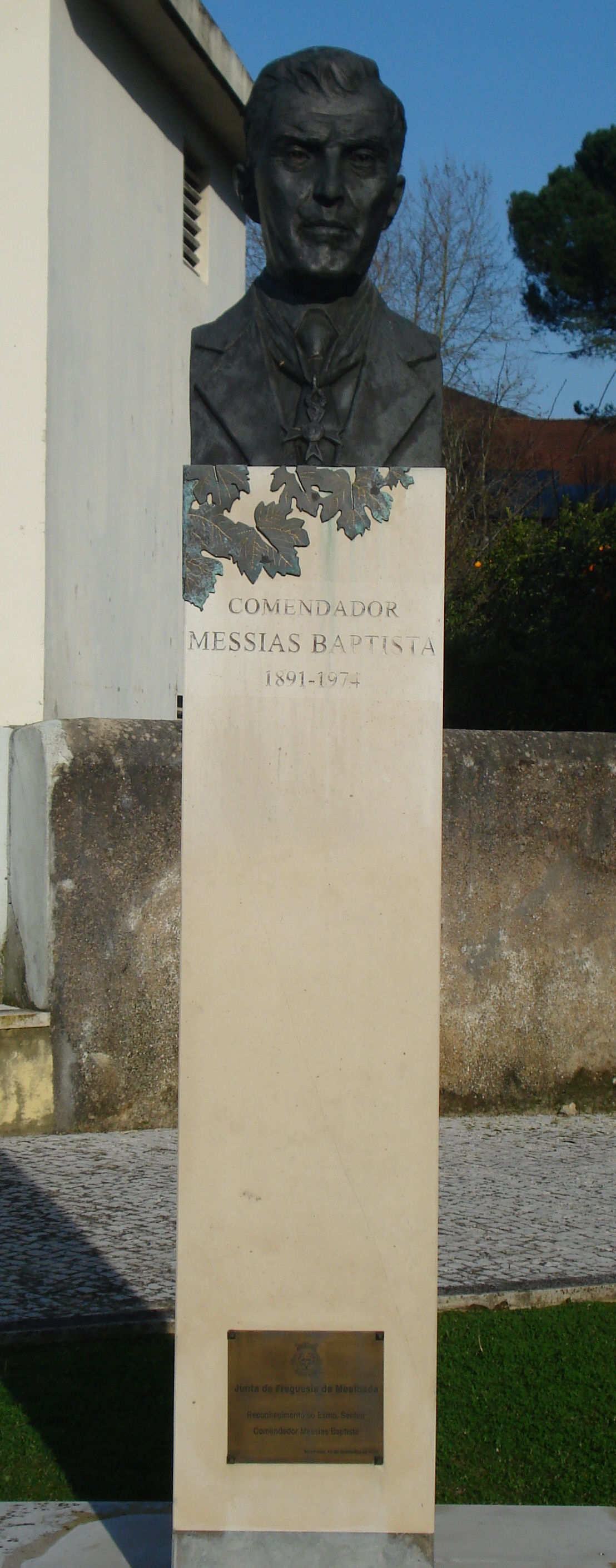
Busto de Messias Baptista.

A reinauguração decorre a 27 de Outubro de 2001, mais de uma década depois do seu encerramento, com a presença do então Ministro da Cultura Augusto Santos Silva, Do Presidente da Câmara, Carlos Cabral, do representante da família Messias José Vigário, Neto de Messias Baptista, entre outras personalidades. O restaurado e reestruturado edifício mostra as diferenças para com a sua contraparte de 1950: em primeiro lugar o néon a dizer MESSIAS desaparecem e a frase a preto que dizia Cine-Teatro de Mealhada muda para Cine-Teatro Messias, a separação entre ricos e pobres desapareceu dando lugar apenas a uma bilheteira, sendo que o outro espaço foi ocupado por um elevador, o bar apenas ficou no primeiro andar sendo que o rés do chão ficou com casas de banho, a sala do rés-do-chão desaparece, dando lugar a pequenos gabinetes e camarins, o salão nobre, agora sala de exposições, encolhe e ganha uma vídeowall, a sala de espectáculos em si perde as velhas cadeiras de madeira e ganha uns confortáveis cadeirões almofadados o que, com a nova distanciação, faz reduzir a lotação de 600 lugares para 376, o frio acaba com a instalação de aquecimento e, à altura, os melhores equipamentos de projecção, de vídeo e sonoros, que só existia igual no Centro Cultural de Belém, são instalados, é tido em atenção a segurança do edifício com o uso de material ignífugo e a instalação de aspersores acima do palco para o caso de eventuais incêndios. 
A festa dura dois dias e tem a intervenção da Filarmónica das Beiras, O Coro dos Antigos Orfeonistas da Universidade de Coimbra, do Tenor Nuno Guerreiro e da Soprano Carla Pais.
A primeira peça representada após esta reinauguração foi Querida Mamãe com Elisa Lisboa e Maria José Pascoal e o primeiro filme foi Scary Movie 2 – Um Susto de Filme 2.

### Actualidade
Nesta primeira década da reinauguração o cine-teatro voltou a ser o pólo cultural mealhadense. A exibição de filmes está cargo da empresa Millenium Cinemas, e a distância desde a estreia e a exibição na Mealhada ser de 2 a 3 semanas. As peças de teatro voltaram, tendo já sido exibida a afamada peça Amália de Filipe La Féria, entre outras, várias exposições, festas, tanto particulares como públicas, e outro eventos culturais, como a cerimónia anual de entrega dos prémios do desporto concelhio ou o concerto de ano novo.
Pouco tempo após a inauguração, toda a área envolvente ao cine-teatro foi recuperada e ajardinada, dando ao teatro estacionamentos e uma nova imagem ao centro da, agora, Cidade.

## Horários
Funciona regularmente à 2ª, 5ª, 6ª, Sábados e Domingos para a exibição de filmes.